# 島田ひろかず
島田 ひろかず（しまだ ひろかず）は、日本の漫画家、イラストレーター。アニメーターとしてはアートランドに所属していた。群馬県出身。女性。夜天月（やてんげつ）および天月るり（あまつき るり）名義で成人向け漫画も執筆している。デビュー作は『りてーくぐらふぃてぃ』。漫画の他に、小説の挿絵も手掛けている。

## 作品リスト

### 島田ひろかず名義
- りてーくぐらふぃてぃ（全2巻）
- ファイアーエムブレム（全1巻）
- アータフィシャル・メモリィ-島田ひろかず変移経過的作品集（全1巻）
- オーバー・ラップ（全1巻）
  - 完全版記憶オーバーラップ（全1巻）
- ティリニア・シリーズ
  - マジシャンロード ティリニア魔凱史（全1巻）
    - ネオ・マジシャンロード（全1巻）上記加筆修正版

  - 魅猟龍人（全1巻）
  - 森のフェステリス（全1巻）
  - サルトーの凱歌（全1巻）
  - ティリニア物語（全1巻）
- リルリーン紀譚（全1巻）
- 正義の味方計画（全2巻）
- ミステルの住人（1994年、学習研究社、全3巻）
  - レジェンド・チェンバー（1997年、学習研究社、全1巻）
- リアル・メタフィジックス（全1巻）
- シルバークライムの物語（全1巻）
- ひろひろ★ばらえてぃ（全1巻）
- ひろかずのみぢかいマンガ。（全1巻）
- 愛の願掛けで幸福になる密教恋愛術（全1巻）原作:桐山靖雄、構成:大塚英志

### 夜天月名義
- 奥まで愛して。（全1巻）

### 天月るり名義
- 弟ちゃん狂想曲（全1巻）
- お坊ちゃまのヤらみそ担任孕ませ恋愛記（全1巻）
- オレ僕と7人の嫁（全1巻）
- 或る旧家の嫁への淫らな手慣らし（全1巻）